# Docent
Docent je vědecko-pedagogická (nebo umělecko-pedagogická) hodnost vysokoškolského pedagoga vyšší než odborný asistent a nižší než profesor. Slovo pochází původně z latinského docere – vyučovat. Dle úzu se zpravidla užívá obecná zkratka doc. umístěná před jménem jako titul, obdobně jako se zkracuje např. prof., přičemž se zkratka doporučuje psát, pokud jí nezačíná větný celek, s malým počátečním písmenem. Ve světě této hodnosti zhruba odpovídá pozice associate professor, která však na rozdíl od Česka nemívá charakter doživotního „označení“, ale zpravidla je spjata s příslušným funkčním místem. Většinou tuto pozici může vykonávat tzv. postdoktorand, tedy absolvent doktorského studijního programu (doktor – Ph.D.) po splnění předepsaných podmínek.
Řízení předcházející jmenování docentem se nazývá habilitace (habilitační řízení). Skládá se zpravidla z obhajoby habilitační práce před habilitační komisí a habilitační přednášky (před vědeckou radou fakulty), případně může mít daná vysoká škola univerzitního typu (univerzita), která habilitaci provádí, další požadavky – vědecká a pedagogická praxe, citace, články v odborných časopisech (blíže též kupř. Hirschův index) atp. Řádné ukončení habilitačního řízení a následné jmenování docentem je nutným předstupněm k případnému pozdějšímu jmenování profesorem.

## Česko

### Činnost
Docenti se většinou podílejí na vědecké (či umělecké) a pedagogické činnosti, mohou provádět základní či aplikovaný výzkum (teoretický, klinický, experimentální), vedou vědecké týmy, školí studenty v doktorských studijních programech (doktorandy, tedy PhD studenty), vedou výuku klíčových předmětů (předmětů, ze kterých se dělá státní zkouška), vedou výuku a přednášky v jednotlivých předmětech, někdy mohou také vést semináře, resp. cvičení. Dále publikují, vystupují jako garanti studijních programů či studijních oborů – pracují na jejich zdokonalování; docenti jsou pak důležití pro akreditace. Dále vystupují v rolích školitelů doktorandů při disertačních pracích, rovněž mohou předsedat různým komisím nebo se jich účastnit. Mohou též vystupovat jako vedoucí či oponenti rigorózních prací, či též magisterských (diplomových) prací, případně též i bakalářských prací. Zasedají ve vědeckých (či uměleckých) radách fakult, vědeckých (uměleckých, či akademických) radách vysokých škol, různých kolegiích atd. Další náplní jejich práce je například tvorba vysokoškolských skript, tedy odborných textů pro výuku konkrétních vysokoškolských předmětů (kurzů), příprava materiálů pro výuku, zkoušení studentů, rozvoj předmětů a dalšího směřování, zahraniční hostování, účast na vědeckých konferencích v tuzemsku či zahraničí, členství ve společnostech typu edičních rad, činnost recenzentů a další. Docenti jakožto akademičtí pracovníci též mohou zastávat případně i jiné funkce, typicky řídící (manažerské), tedy pozice akademických funkcionářů, např. funkce rektorů, prorektorů, děkanů, proděkanů atp., případně též mohou působit na jiných institucích, např. na klinikách ve funkci přednostů atd.
Pro orientaci lze uvést, že docentem obecně je, či má být, dle předpisů týkajících se habilitací, osobnost s výsledky v oboru uznávanými na národní úrovni, profesorem pak osobnost s výsledky v oboru uznávanými ve světě, tedy i na mezinárodní úrovni.

### Jmenování docentem
Jmenování docentem je v současnosti v Česku upraveno v § 71 zákona o vysokých školách, ve znění pozdějších předpisů. Docenta v ČR pro určitý obor jmenuje rektor vysoké školy na základě habilitačního řízení. Habilitační řízení může probíhat na vysoké škole, která má akreditovaný doktorský studijní program (tedy univerzitního typu), v jehož rámci se zde vyučuje daný obor habilitace nebo alespoň jeho podstatná část a zároveň je nutné, aby vysoká škola nebo její součást disponovala platnou akreditací pro habilitační řízení.
Již po jmenování rektorem je následně možné docenta formálně oslovovat touto hodností, tedy užívat toto označení (nikoliv až po obsazení místa docenta), např. doc. MUDr. Jan Novák, Ph.D., doc. Ing. Jan Novák, Ph.D., doc. MgA. Jan Novák, doc. RNDr. Jan Novák, CSc., doc. JUDr. Jan Novák, Dr. – pane docente, ve všech případech.
Titulu „docent“ („profesor“) získanému v ČR se ze zákona za rovnocenný pokládá odpovídající titul získaný v SR v době od 1. ledna 1993 do 28. března 2015, kdy vypršela platnost příslušné mezivládní dohody.

### Habilitační řízení
Řízení, které předchází jmenování docentem (habilitační řízení, habilitace) je upraveno v § 72 zákona o vysokých školách, ve znění pozdějších předpisů. Dle toho se docentem může stát uchazeč, který úspěšně projde habilitačním řízením, tento uchazeč (většinou jde o tzv. postdoktoranda, tedy absolventa doktorského studijního programu – Ph.D.) je tedy následně způsobilý zastávat pozici docenta na vysoké škole. Habilitační řízení se zahajuje na návrh uchazeče. V habilitačním řízení se ověřuje vědecká nebo umělecká kvalifikace uchazeče (ten se označuje jako tzv. habilitant), a to zejména na základě předložené habilitační práce a její obhajoby a dalších vědeckých, odborných (nebo uměleckých) prací, a jeho pedagogická způsobilost na základě hodnocení habilitační přednášky a předcházející pedagogické praxe. Habilitační komise na základě posudků oponentů hodnotí úroveň předložené habilitační práce. Předložit je rovněž nutné vysokoškolské diplomy, životopis, seznamy publikací a jiných prací, přehled absolvovaných vědeckých, odborných (nebo uměleckých) stáží, jak tuzemských, tak i zahraničních, doklady o pedagogické praxi a další (habilitační spis). V návrhu uchazeč též uvede obor, ve kterém o habilitaci žádá. Dále se většinou posuzují: dosavadní výzkumná a vědecká činnost, její výsledky, příp. umělecká činnost, účasti na řešení grantů (typicky GA ČR / TA ČR), zahraniční praxe, účasti na projektech a další výstupy a činnosti.
Návrh se podává děkanovi fakulty, která má akreditaci pro uvedený obor habilitace, nebo rektorovi, má-li akreditaci pro uvedený obor vysoká škola. Následně je celá věc rektorem či děkanem předložena vědecké radě fakulty nebo vysoké školy spolu s návrhem na složení pětičlenné habilitační komise. Habilitační komise se skládá z profesorů, docentů a dalších významných představitelů daného nebo příbuzného oboru (např. doktorů věd). Předsedou komise musí být profesor a nejméně tři členové musí být odborníci z jiného pracoviště než z vysoké školy, na které se habilitační řízení koná. Návrh na jmenování docentem postoupí vědecká rada rektorovi. Nesouhlasí-li rektor s návrhem, předloží jej se svým odůvodněním vědecké radě vysoké školy, která jej projedná a tajným hlasováním se usnáší, zda uchazeč má být jmenován docentem. Nezíská-li návrh na jmenování většinu hlasů všech členů vědecké rady, platí, že se řízení zastavuje. V opačném případě rektor docenta jmenuje. Na habilitační řízení se nevztahuje správní řád.
Vysokoškolský zákon uvádí, že v uměleckých oborech může příslušná umělecká (vědecká) rada prominout uchazeči o habilitaci požadavek vysokoškolského vzdělání. Habilitační řízení je (podobně jako fakultativní rigorózní řízení nebo řízení ke jmenování profesorem) zpravidla spojeno s finančními poplatky, které jsou pak příjmem dané vysoké školy – nejedná se o další studium. Habilitační řízení by zpravidla mělo být vedeno tak, aby mohlo být ukončeno do 12 měsíců od jeho zahájení, přičemž podrobnosti bývají upraveny v jednotlivých vnitřních předpisech (habilitačních řádech) univerzit.

### Historie
Vědecko-pedagogický titul (tedy doživotní označení kvalifikace), nikoli hodnost, docent (ve zkratce „doc.“, případně „Doc.“, v závislosti na konkrétním zákonu) se udílel do roku 1998, do Boloňského procesu, a to podle vysokoškolského zákona z roku 1990 či zákonů dřívějších (z roku 1980, či z roku 1966). Pozdější zákony uvedené nechaly v platnosti, respektive ponechaly uvedené beze změn. Uváděna bývá kritika, že jmenovaní následně utvářeli v České republice velmi přísná kritéria pro generaci, která má nesrovnatelně přísnější podmínky pro habilitaci.[zdroj?] Od prosince 1969 mohl navíc tento titul udělovat ministr školství i tzv. za zásluhy, tedy bez řádného habilitačního řízení, resp. předložené habilitační práce. V letech 1980–1989 habilitační řízení nevyžadovalo předložení habilitační práce.
Po revoluci byly novým vysokoškolským zákonem z roku 1990 vědecko-pedagogické tituly přiznané ministrem školství bez habilitačního řízení mezi 22. prosincem 1969 a 1. lednem 1990, odňaty. Pro jmenování docentem byla zákonem zavedena povinnost nejprve úspěšně absolvovat habilitační řízení, a to na základě předložené habilitační práce, přičemž docenty jmenoval rektor bez ingerence ministra školství. Později, až do roku 1998, na základě vysokoškolského zákona z roku 1990, tedy až do přijetí nového vysokoškolské zákona, který již stavěl na principech Boloňského procesu, se ještě udílel titul docent (obdobně též profesor), tento zákon však již zkratky těchto titulů nekodifikoval. Pozdější zákony tyto nechaly v platnosti, respektive uvedené ponechaly beze změn.
Nový vysokoškolský zákon od roku 1998 již uvedené za tituly původně nepovažoval (hovořilo a většinou i hovoří se tedy o "označení"), nicméně po novelizaci zákonem č. 137/2016 Sb. lze opět pojem "titul" ve vztahu k označení docet a profesor použít. Zákon neuvádí jejich zkratky, nejvyšším akademickým titulem je doktor (ve zkratce Ph.D.), nicméně stále se po jmenování jedná o získání doživotního – nyní „označení“ – nositele. Habilitační řízení pak byla podstatným způsobem v tomto zákoně zpřesněna, kupř. příslušná komise musí být ze zákona pětičlenná, musí být jmenováni 3 oponenti pro habilitační práci, přičemž z vysoké školy, na které se habilitační řízení koná, může být maximálně jeden z nich. Habilitační prací se pak podle zákona rozumí výslovně buďto: „písemná práce, která přináší nové vědecké poznatky, nebo soubor uveřejněných vědeckých prací nebo inženýrských prací doplněných komentářem, nebo tiskem vydaná monografie, která přináší nové vědecké poznatky, nebo umělecké dílo nebo umělecký výkon nebo jejich soubor, kterým je například vynikající veřejná umělecká činnost.“ Tento zákon i po novelizování, tedy současný zákon č. 111/1998 Sb., ve znění pozdějších předpisů, po Boloňském procesu, který vysoké školství v Evropě do jisté míry sjednocuje, ponechal v Česku i nadále rozdíl mezi ustanovováním na pracovní místo docenta (či profesora) a jmenováním docentem (profesorem), tj. přiznáním doživotního označení „docent“ („profesor“), které osvědčuje kvalifikaci dané osoby. Habilitační řízení, či řízení ke jmenování profesorem, stejně jako fakultativní rigorózní řízení, (event. i řízení k udělení vědeckého titulu) nepředstavuje však dle tohoto zákona další vysokoškolské studium, jehož nejvyšším stupněm je doktorské studium, na jehož základě je přiznáván akademický titul doktor (Ph.D.), tedy kvalifikace doktorského stupně (doctor's degree, doktorské vzdělání, 8 v ISCED). Například v občanském průkazu se tak označení docent (profesor) u jeho současných držitelů tedy event. uvádí plně vypsané, dle zákona jakožto označení (de facto stále jako titul, tedy doživotní označení kvalifikace).

### Kritika
Současný systém obsazování pracovních míst docentů, jmenování docentů a habilitačních řízení bývá kritizován, a to ačkoli i v Česku proběhl Boloňský proces, který uvádí jako poslední/finální (terminal degree), tedy jako nejvyšší možnou kvalifikaci, doktorský program (akademický titul doktor – Ph.D.), což je kvalifikace (vzdělání) doktorského stupně (blíže ISCED). Nicméně i nadále je v Česku jmenování docentem rektorem vysoké škole bráno de facto jako získání dalšího titulu (přesněji: přiznání doživotního označení) docent, a to historicky během akademického obřadu podobného promoci, tedy nikoliv jakožto ad-hoc rozhodnutí např. rektora zakládající pracovněprávní vztah, a to ani vůči vysoké škole na níž jmenování docentem proběhlo, ani vůči škole na níž je dotyčný zaměstnán, jako je tomu např. u odborných asistentů, asistentů či lektorů. V praxi je tedy v Česku brán i nadále jakožto další titul, tak jako tomu bylo historicky před tímto procesem. Praxe je tedy taková, že po řádném zakončení habilitačního řízení a následného jmenování docenta (rektorem školy) není docent jmenován na příslušné místo, pozici, na vysoké škole, ze kterého by mohl být případně odvolán a již by docentem nebyl, ale jedná se nejprve o získání tohoto doživotního označení „jmenováním“ a následně se dotyčný docent může ucházet o pracovní pozici shodně pojmenovanou jako docent na vysoké škole, na kterou je zpravidla nutné absolvovat výběrové řízení, nicméně i po skončení na tomto pracovním místě je dotyčný stále kvalifikován jako docent (nikoliv pouze jako doktor – jako je tomu běžné např. v anglosaském světě). Docenti však po svém jmenování obdrží jmenovací dekret, tedy nikoliv vysokoškolský diplom jako v případě akademických titulů.
Někdy je uváděno, že současné nastavení habilitací v Česku „není optimální“. Uváděno je též, že Česko má docentů „jako pošťáků“ nebo že zde „o habilitacích rozhodují často více nežli odborná kvalita uchazeče jeho přátelské styky a počet jeho publikací je brán za bernou minci bez ohledu na jejich kvalitu a původnost“. Zmiňována je kupř. též i následující kritika: „Mlčky vznikají přátelské koalice, často i ve snaze zabránit vzniku kateder spravovaných naprostými nedouky na univerzitách, které rostou jako houby po dešti – máme jich už přes 70 a všechny chtějí růst.“
Obdobný systém funguje v současnosti též u nejvyšší hodnosti – profesora, který je rovněž de facto stále brán jako titul. Tento současný systém v případě profesorů vysokých škol bývá též kritizován (v tomto případě je v Česku nejmenuje rektor, ale prezident). Například Mikuláš Bek, rektor Masarykovy univerzity, v jednom z rozhovorů pro Mladou frontu v roce 2014 situaci vysvětlil následovně: „(...) já jsem dlouhodobě příznivcem toho, aby profesory ustanovovaly jednotlivé univerzity. Aby je nejmenoval prezident ani ministr, nýbrž vysoké školy samy. Klíčová je tam úloha vědeckých rad, v níž je rektor přítomen jen jako jeden z členů.“ Dále uvedl: „Současné uspořádaní [v Česku] je přežitkem poměrně vzdálené minulosti, totiž doby před druhou světovou válkou, kdy profesoři byli vlastně státními úředníky. Univerzity tehdy nebyly samostatnými právními osobami, nýbrž byly součástí státu. Profesor byl v postavení státního úředníka, tak bylo logické, že jeho jmenování je podepsáno prezidentem jako představitelem státu. Ale situace se výrazně změnila po druhé světové válce. Od té doby jsou v Evropě univerzity samostatné právnické osoby a je velmi zvláštní, že někdo mimo právnickou osobu jmenuje její zaměstnance do hodnosti, která souvisí s pracovním zařazením člověka. Nepovažuji to za logické, na rozdíl od armády, kde prezident jmenuje generály, protože prezident je vrchní velitel armády. Ale u vysokých škol prezident není vrchním velitelem. To je ale můj názor, který je v tuto chvíli určitě menšinový, byť není osamocený. Zakládá se také na zkušenosti ze zahraničí, protože systém tak, jak je u nás, nikde jinde v Evropě nefunguje.“ V rámci proběhlé reformy vysokých škol v Česku (zákon č. 137/2016 Sb.) se uvedené zvažovalo, tedy zda profesory bude dál jmenovat prezident (případně ministr školství, či předseda Senátu), či samotné vysoké školy (univerzity) – ty však byly pro zachování současného stavu. V rámci reformy uvedl k nastavení zmíněných principů Václav Klaus, bývalý český prezident, mimo jiné též profesor, že (...) vysoké školství [v Česku] neprodukuje ani kvalitní vzdělávání ani vědu (...) školy podle něj usilují hlavně o růst počtu studentů a množství titulů u svých učitelů. Někdy se např. uvádí, že (v Česku) by se nemělo jednat o „doživotní kvaziaristokratické tituly“ (docent/profesor), resp. že by se mělo jednat o pracovní (funkční) pozice.
Václav Bělohradský, český profesor, v roce 2016 v jednom z rozhovorů k současnému nastavení univerzitního prostředí v Česku uvedl, že univerzity (...) jsou zcela odtržené od reality, dokonce i od případných čtenářů z akademických řad. „Funguje ‚univerzitní škvár‘, to jsou spisy, na které dostanete nějaký grant – a pak je odnesete do sklepa. Univerzitní systém je nastaven tak, že produkuje texty bez čtenářů jako základní podmínku kariéry,“ vysvětluje. Sám nevylučuje, že pohledem zvenku jednou zjistí, že „to, co jsem psal, byly blbosti.“ Kupříkladu Rudolf Haňka, profesor Univerzity v Cambridgi, uvádí, že: „V celém světě jsou ale profesoři jmenováni univerzitou, protože jsou jejími profesory. V Česku jde o přežitek rakousko-uherského modelu, kdy profesory vždy jmenoval císař. Ale zapomíná se na to, že i císař jmenoval profesora Karlovy univerzity, a ne profesora Rakousko-Uherska. Vždy šlo o místo na konkrétní univerzitě. V roce 1918 profesory podle nové ústavy začal jmenovat prezident, ale v zákonu již stálo: na doporučení dané vysoké školy. Až v roce 1952 a 1953 ministr Zdeněk Nejedlý vymyslel koncept státního docenta a státního profesora, čímž chtěl spíše odměňovat věrné straníky, dát jim nějaký ten zlatý řetěz a podobně. Problém je, že i po více než dvaceti letech od sametové revoluce zůstává ten systém uzavřený modernímu myšlení.“

## Zajímavosti

### Česko
- Dosud nejmladším docentem v Česku byl jmenován prof. Ing. Martin Zatloukal, Ph.D., DSc. z Univerzity Tomáše Bati ve Zlíně – habilitoval se v 28 letech.[42][43] Pravděpodobně druhým nejmladším docentem je doc. Ing. Hynek Roubík, Ph.D. z České zemědělské univerzity v Praze (Fakulty tropického zemědělství), habilitoval se v 30 letech.
- Jmenování nových docentů obvykle v ČR historicky probíhá při slavnostním ceremoniálu, akademickém obřadu, který je podobný promoci, přičemž dříve se ještě jednalo výslovně o titul;[17] u nižších pozic, např. odborných asistentů, asistentů či lektorů tomu tak není.
- Mezi akademickými pracovníky bylo k roku 2009 34 % žen, ty navíc méně často dosahují vyšších titulů – mezi docenty je pak pouze 26 % žen a pouze 16 % profesorů jsou ženy.[44]
- Průměrný výdělek vysokoškolských pedagogů byl k roku 2009 podle ministerstva 33 500 Kč, nejméně brali odborní asistenti mladší 30 let, naopak profesoři měli průměrně přes 50 tisíc Kč.
- Akademičtí pracovníci se získáním pozice docenta dostávají do vyšší třídy, pro vysokou školu jsou důležití jako garanti při akreditaci studijních programů.
- V rámci reformy vysokých škol v Česku se uvažovalo nad tím, zda budou i profesory, tak jako docenty, jmenovat samotné vysoké školy (nikoliv prezident republiky), ty však byly pro zachování současného stavu.[37]
- V roce 2009 na VŠE byl průměrný výdělek docenta 44 268 Kč, v porovnání s tím profesora pak 61 854 Kč (odborného asistenta 32 601 Kč, asistenta 23 964 Kč a lektora 19 260 Kč).[45]
- Kupříkladu na Fakultě podnikohospodářské VŠE byl v roce 2009 průměrný výdělek docenta 43 218 Kč, profesora pak 78 178 Kč.[45]
- V roce 2010 si vydělal v průměru český akademický pracovník na veřejné vysoké škole 36 636 Kč hrubého, včetně nadtarifů, docenti dosáhli na průměr 45 551 Kč (profesoři na 60 098 Kč, odborní asistenti pak v průměru na 31 041 Kč měsíčně).[46]
- Vedení MŠMT uvádí ten fakt, že filozofické fakulty nemohou mít z principu vysoké výdělky docentů (i profesorů), protože i když mají hodně studentů, peníze dostávají podle nízkého koeficientu, navíc mají omezené možnosti, jak získat peníze z jiných zdrojů, kupř. spoluprací s průmyslem.[47]
- K roku 2004 mělo v ČR bezkonkurenční prvenství v ohodnocení vysokoškolských pedagogů VŠCHT (v průměru přes 34 tis. Kč).[47]

### Svět
- Učitelé na vysokých školách k roku 2010 pobírali nejvyšší výplaty v Kanadě (7196 USD), Itálii (6955 USD) a JAR (6531 USD) – ČR patří na 21. příčku z 28 uváděných států (hluboko za ČR zůstávají výdělky učitelů například v Arménii, Rusku a Číně).[46]
- Profesor techniky k roku 2010 dosáhne i na stotisícové výplaty (v průměru), docent humanitní fakulty vydělává (opět v průměru) něco pod třicet tisíc.[46]
- Pro USA kupř. uvedl profesor Philip Altbach následující: „Ani plat profesora práva, který je o třetinu vyšší než v ostatních oborech, se nedá srovnat s tím, co vám dá jen trochu slušná právnická firma, například vedoucí pracovníci místní školské správy v USA si vydělají mnohem víc než ti, kteří je na vysokých školách učí; skutečně špičkoví akademičtí pracovníci se stávají součástí globálního akademického pracovního trhu a jejich platy pak mohou být opravdu hodně vysoké, ale u velké většiny ostatních vysokoškolských učitelů to neplatí.“[48]
- Vysokoškolští pedagogové v Nizozemí jsou s platem (v PPP) 5313 USD na vyšší střední úrovni, podobně je na tom SRN (5141 USD) a Norsko (4940 USD), UK (5943 USD) a USA (6054 USD) si vedou trochu lépe, kdežto Francie (3484 USD) a Japonsko (3473 USD) mnoho požitků vysoce kvalifikovaným vysokoškolským učitelům nenabízejí (pro ČR je udávána hodnota 2495 USD).[48]